# Artur Włodarski
Artur Włodarski – polski dziennikarz naukowy, motoryzacyjny, ekonomiczny.

## Życiorys
Absolwent Wydziału Biologii Uniwersytetu Warszawskiego. Był dziennikarzem Polskiego Radia, od 1995 r. związany z Agorą. Kilka lat pracował w dziale nauki "Gazety Wyborczej", zajmował się też tematyką motoryzacyjną. Od 2003 r. był redaktorem naczelnym dodatku motoryzacyjnego "Wysokie Obroty". Obecnie pracuje w Dziale Gospodarczym Gazety Wyborczej.
Dwukrotny laureat nagrody Grand Press: w 2001 r. (za dwuczęściowy wywiad "Sekrety Ewolucji Kochania i Swawolenia")
oraz w 2010 r. (za tekst „Polak, który uratował 100 tys. osób”).
Oprócz tego zdobywca nagrody w konkursie "Oczy otwarte" (za trzyczęściowy reportaż "Szósty pacjent na świecie"), nagrody Polskiego Towarzystwa Genetycznego w 2002 r., nagrody Ministerstwa Środowiska w 2010 r. Nominowany do Nagrody Kapuścińskiego w 2011 r. Także w 2011 r. laureat, a w 2012 zdobywca głównej nagrody w konkursie Polskiej Agencji Rozwoju Przedsiębiorczości 2013, 2016, 2019 i 2023 r. Zdobywca głównej nagrody Urzędu Patentowego RP w konkursie na najlepsze teksty dziennikarskie poświęcone własności intelektualnej.
Jest też współautorem książki popularnonaukowej "Gen ciekawości" (Prószyński i S-ka) – zbioru wywiadów z wybitnymi naukowcami, "Biblii Dziennikarstwa" (Znak) o kulisach dziennikarskiej profesji oraz "Rozmowy o odpowiedzialności" (Fundacja Nienieodpowiedzialni) o fundamentalnych wyborach życiowych.  